# Тота, Джози
Джо́зи Джей То́та (англ. Josie Jay Totah; род. 5 августа 2001), ранее известная как Дж. Дж. То́та (англ. J. J. Totah), — американская актриса.

## Личная жизнь
Тота родилась в Сакраменто, Калифорния, в семье Кристин и Сухеля Тота. У неё есть старшие сестра и брат. Тота имеет палестинские и ливийские корни.
В августе 2018 года Тота совершила каминг-аут как транс-женщина.

## Карьера
Тота начинала карьеру, играя мужские роли, прежде чем в 2018 году совершила каминг-аут. В 2012 году она появилась в роли диктатора Лила для AwesomenessTV, а в 2013 году присоединилась к сериалу оригинальному сериалу Disney Channel «Джесси». Она также появилась с гостевыми ролями в телесериалах «Бывшие», «Новенькая», «Две девицы на мели» и «Хор». В 2013 году Тота получила постоянную роль в ситкоме NBC «Вернуться в игру», который был закрыт после одного сезона.
В 2016 году она появилась в комедийной драме Криса Келли «Другие люди», за роль в котором получила положительные отзывы критиков, а в 2017 году имела роль в фильме «Человек-паук: Возвращение домой».
Тота исполняла постоянную роль в комедийном сериале Минди Калинг «Чемпионы», транслировавшегося в 2018 году и закрытого после одного сезона. В 2019 году она появилась с гостевыми ролями в сериалах «Другие двое» и «Ник вам покажет». В июне 2019 года было объявлено, что она получила постоянную роль в пилоте Уитни Каммингс и Ли Дэниелса «Хорошие люди». В январе 2020 года было объявлено, что Тота получила главную роль в возрождении сериала «Спасённые звонком».

## Фильмография

### Кино
| Год  | Русское название                   | Оригинальное название                 | Роль             | Примечания             |
| ---- | ---------------------------------- | ------------------------------------- | ---------------- | ---------------------- |
| 2012 | Модные лети                        | Hip Kids                              | Билли            | Короткометражный фильм |
| 2012 | Диктатор Лил часть 1 — Случайность | The Lil' Dictator Part 1 — Randomness | диктатор Лил     | Короткометражный фильм |
| 2012 | Диктатор Лил часть 2 — Случайность | The Lil' Dictator Part II: Randomness | диктатор Лил     | Короткометражный фильм |
| 2012 | Игра слов                          | Wordplay                              | грустный ребёнок | Короткометражный фильм |
| 2012 | Что я сделал прошлым летом         | What I Did Last Summer                | разные роли      | Короткометражный фильм |
| 2012 | Страшно сладкий                    | Scared Sweet                          | Уиллоу           | Короткометражный фильм |
| 2012 | Летний кошмар                      | Summer’s Nightmare                    | Джош             | Короткометражный фильм |
| 2016 | Игрушки из будущего                | Time Toys                             | Бумер            |                        |
| 2016 | Другие люди                        | Other People                          | Джастин          |                        |
| 2017 | Красавчик                          | Handsome                              | Чарльз           |                        |
| 2017 | Человек-паук: Возвращение домой    | Spider-Man: Homecoming                | Сеймур О’Райлли  |                        |
| TBA  | Волшебный лагерь                   | Magic Camp                            | Джадд            |                        |

### Телевидение
| Год       | Русское название   | Оригинальное название      | Роль                     | Примечания                                  |
| --------- | ------------------ | -------------------------- | ------------------------ | ------------------------------------------- |
| 2012      | Шоу Кролла         | Kroll Show                 | ребёнок на вечеринке     | Неизвестные эпизоды                         |
| 2013—2015 | Джесси             | Jessie                     | Стюарт Вутен             | Повторяющаяся роль, 7 эпизодов              |
| 2013—2014 | Вернуться в игру   | Back in the Game           | Майкл Ловетт             | Основная роль, 13 эпизодов                  |
| 2014      | Бывшие             | The Exes                   | Купер                    | Эпизод: «My Fair Stuart»                    |
| 2014      | София Прекрасная   | Sofia the First            | принц Джин (озвучивание) | 3 эпизода                                   |
| 2014      | Новенькая          | New Girl                   | Тодд                     | Эпизод: «Dance»                             |
| 2014      | Две девицы на мели | 2 Broke Girls              | Эллиот                   | Эпизод: «And the Childhood Not Included»    |
| 2015      | Хор                | Glee                       | Майрон Масковиц          | Повторяющаяся роль, 4 эпизода               |
| 2016      |                    | Tween Fest                 | Престон                  | 4 эпизода                                   |
| 2016—2017 | Лив и Мэдди        | Liv and Maddie: Cali Style | Скитер Парэм             | Повторяющаяся роль, 3 эпизода               |
| 2018      | Чемпионы           | Champions                  | Майкл Патель             | Основная роль, 10 эпизодов                  |
| 2019      | Другие двое        | The Other Two              | Элайджа                  | Эпизод: «Chase Goes to a High School Dance» |
| 2019      | Ник вам покажет    | No Good Nick               | Лиза Хаддад              | Повторяющаяся роль, 4 эпизода               |
| TBA       | Хорошие люди       | Good People                | Таллула                  |                                             |
| TBA       | Спасённые звонком  | Saved by the Bell          | Лекси                    |                                             |